# Pigment ficobilinic
Pigmenții ficobilinici se întâlnesc numai la algele roșii și albastre-verzi la care sunt puternic legați de proteine și sub această formă complexă poarta numele de ficobiliproteine.
Doi dintre cei mai importanți pigmenți ficobilinici sunt ficocianina (albastru-verzui) și ficoeritrina (roșu-violet).
Acești pigmenți au în structura lor cele patru nuclee pirolice unite prin grupări metinice și metilice, dar sub formă de lanț deschis.